# The Deuce of Spades
The Deuce of Spades è un film muto del 1922 diretto da Charles Ray che ne è anche interprete e produttore.

## Trama
Erede di una proprietà nel West, Amos parte da Boston per avventurarsi nei selvaggi territori dell'Ovest. Lì, spenderà fino all'ultimo suo cent per rimettere a posto il locale. A questo, punto, pensa che la soluzione possa essere quella di diventare un pistolero.

## Produzione
Il film fu prodotto dalla Charles Ray Productions

## Distribuzione
Distribuito dalla Associated First National Pictures, il film - presentato da Arthur S. Kane - uscì nelle sale cinematografiche USA il 22 maggio 1922.